# Урочище «Руда» (пам'ятка природи)
Уро́чище «Ру́да» — ботанічна пам'ятка природи місцевого значення в Україні. Об'єкт природно-заповідного фонду Хмельницької області. 
Розташована в межах Старокостянтинівського району Хмельницької області, на південний схід від села Ладиги. 
Площа 1,2 га. Статус присвоєно згідно з Розпорядженням облвиконкому від 11.06.1970 року № 156-р«б». Перебуває у віданні ДП «Старокостянтинівський лісгосп» (Самчиківське л-во, кв. 30, вид. 7). 
Статус присвоєно для збереження частини лісового масиву з цінними насадженнями дуба. 
Пам'ятка природи «Урочище Руда» розташована в межах Ладижського заказника.